# 普法爾茨-蘇爾茨巴赫的海德薇希
普法爾茨-蘇爾茨巴赫的海德薇希（德語：Hedwig von Pfalz-Sulzbach，1650年4月15日—1681年11月23日），薩克森-勞恩堡公爵夫人，克里斯蒂安·奧古斯特的女兒。

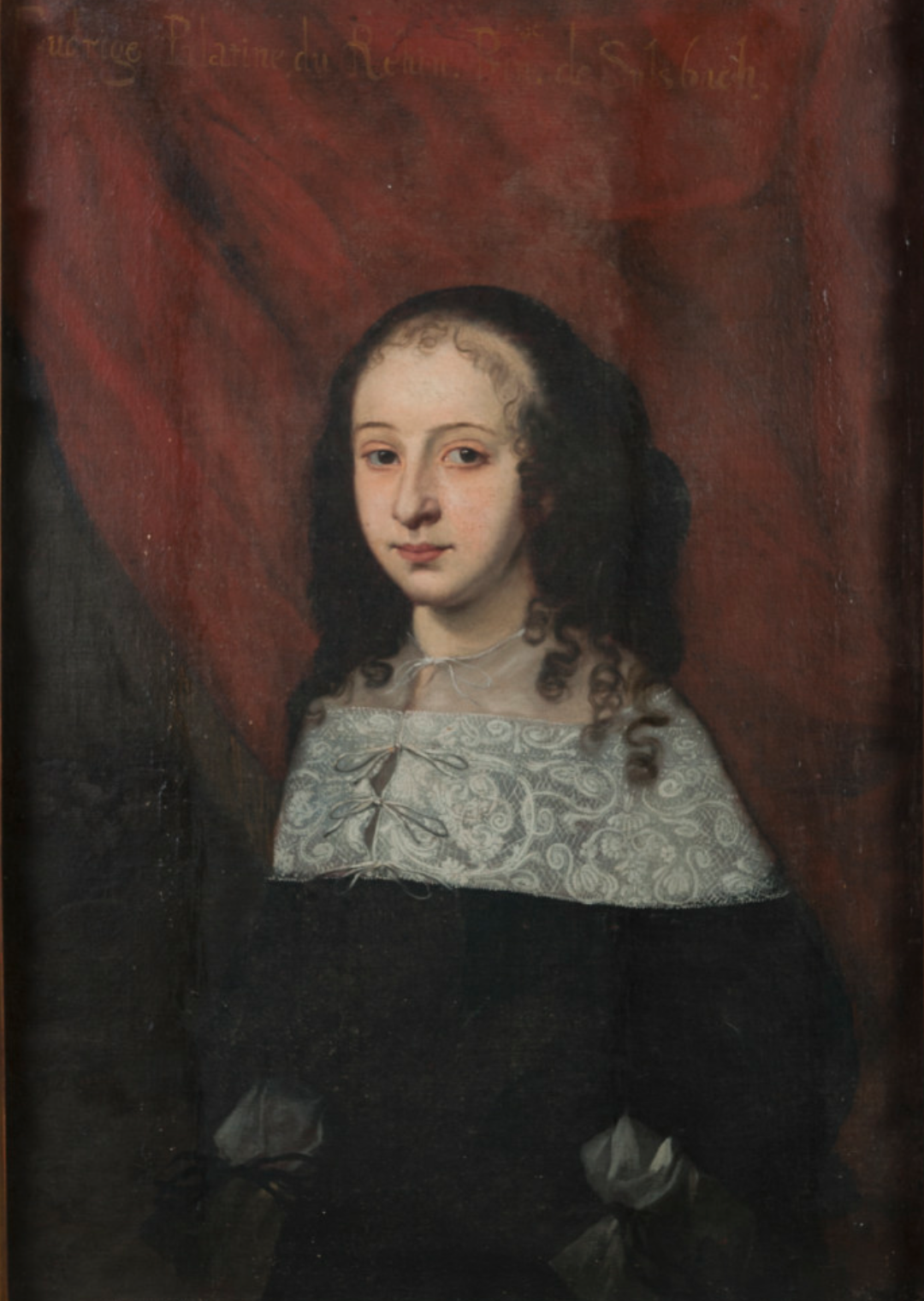
普法爾茨-蘇爾茨巴赫的海德薇希

## 家庭
1668年，海德薇希與薩克森-勞恩堡公爵尤里烏斯·法蘭茲結婚，兩人共有兩個女兒：
1. 安娜·瑪麗亞·法蘭西絲卡（1672年—1741年）
2. 法蘭西絲卡·希比拉·奧古斯塔（1675年—1733年）